# Pablo González (meksykański piłkarz)
Pablo González Díaz (ur. 7 lipca 1992 w Puebli) – meksykański piłkarz występujący na pozycji środkowego pomocnika, od 2022 roku zawodnik Puebli.

## Kariera klubowa
González pochodzi z miasta Puebla i jest wychowankiem tamtejszego klubu Puebla FC, do którego seniorskiej drużyny został włączony jako dziewiętnastolatek przez urugwajskiego szkoleniowca Daniela Bartolottę. Pierwszy mecz rozegrał w niej w lipcu 2012 w rozgrywkach krajowego pucharu (Copa MX), jednak w Liga MX zadebiutował dopiero 17 sierpnia 2012 w przegranym 0:3 spotkaniu z Morelią. W jesiennym sezonie Apertura 2014 dotarł ze swoim zespołem do finału Copa MX.
| Sezon     | Klub      | Kraj   | Rozgrywki | Mecze | Bramki |
| --------- | --------- | ------ | --------- | ----- | ------ |
| 2011/2012 | Puebla FC | Meksyk | Liga MX   | 0     | 0      |
| 2012/2013 | Puebla FC | Meksyk | Liga MX   | 14    | 0      |
| 2013/2014 | Puebla FC | Meksyk | Liga MX   | 4     | 0      |
| 2014/2015 | Puebla FC | Meksyk | Liga MX   |       |        |